# جرج گرشام
جرج گرشام (انگلیسی: George Gresham؛ زادهٔ ۱ ژانویهٔ ۱۸۷۴) بازیکن فوتبال اهل بریتانیا است.
از باشگاه‌هایی که در آن بازی کرده‌است می‌توان به باشگاه فوتبال گینزبورو ترینیتی اشاره کرد.